# Francisco Gómez-Jordana Sousa
Francisco Gómez-Jordana Sousa (Madrid, 1º febbraio 1876 – San Sebastián, 3 agosto 1944) è stato un militare e politico spagnolo.

## Biografia
Ha combattuto nell'isola di Cuba durante la guerra ispano-americana, e successivamente nel Marocco spagnolo. Nominato generale fece parte del direttorio militare del dittatore Miguel Primo de Rivera. Dal 1928 al 1929 fece parte dell'Assemblea nazionale (consultiva). Nel 1928 fu alto commissario del Marocco spagnolo. Arrestato nel 1931 con l'avvento della seconda repubblica, fu liberato e si ritirò dal servizio attivo. Rimasto inizialmente in disparte durante l'alzamiento del 1936, nel giugno 1937 fu nominato capo della Giunta di difesa nazionale. Nel gennaio 1938 diviene vicepresidente del governo guidato da Francisco Franco e ministro degli esteri fino al 9 agosto 1939. Diviene poi presidente del Consiglio di Stato.